# Ski Idrettslag
Ski Idrettslag eller Ski IL, bildad 1919, är en idrottsförening i Ski i Norge. Klubbens hemmaplan är Ski idrettspark. Klubbfärgerna är gula och blå. Ishockeylaget spelar nu i Norges tredje högsta division 2. divisjon, och har varit i den övre halvan av 1. divisjon på 2000-talet men nedflyttade i 2005.

## Idrotter
- Friidrott
- Fotboll A-laget spelar 2019 i 4:e divisionen.
- Ishockey
- Innebandy
- Tennis
- Artistisk gymnastik

## Kända personer
- Christina Vukicevic, friidrott
- Trine Hattestad, friidrott